# Marco Frigo
Pour les articles homonymes, voir Frigo.
Marco Frigo, né le 2 mars 2000 à Bassano del Grappa (Vénétie), est un coureur cycliste italien.

## Biographie
Marco Frigo commence le cyclisme à l'âge de huit ou neuf ans,. Il prend sa première licence au VC Bassano 1982, sur ses terres natales. Son frère cadet Davide Frigo (né en 2007) est également coureur cycliste.
En 2018, il se distingue en obtenant diverses places d'honneur dans des courses internationales chez les juniors (moins de 19 ans). La même année, il représente son pays lors du championnat du monde juniors d'Innsbruck, où il se classe vingt-huitième. 
Il intègre le club Zalf Euromobil Désirée Fior en 2019. Bon grimpeur, il se distingue en devenant champion d'Italie sur route dans la catégorie espoirs (moins de 23 ans). Il se classe également deuxième du Trofeo Alcide Degasperi, troisième de Bassano-Monte Grappa ou encore quatrième et meilleur jeune du Tour de Vénétie. Après ces performances, il est convié à un stage d'entraînement de la formation World Tour Deceuninck-Quick Step en septembre à Calp. L'année suivante, il rejoint l'équipe continentale néerlandaise SEG Racing Academy.
En 2021, il remporte une étape de la Ronde de l'Isard et termine sixième du Flanders Tomorrow Tour. Il montre par ailleurs de bonnes qualités de rouleur en devenant vice-champion d'Italie du contre-la-montre espoirs. Après l'arrêt de l'équipe SEG Racing Academy, il rejoint en 2022 l'équipe Israel Cycling Academy, réserve de la formation Israel-Premier Tech. Lors de cette saison, il décroche une victoire d'étape sur le Circuit des Ardennes international. 
Pour la saison 2023, il est promu au sein de l'UCI ProTeam Israel-Premier Tech. Pour son premier grand tour, il prend notamment la troisième place lors de la 15e étape du Tour d'Italie. En 2024, il rate de peu une victoire d'étape dans un grand tour, en terminant deuxième de la 6e étape du Tour d'Espagne. En 2025, il remporte la troisième étape du Tour des Alpes après une longue échappée en solitaire.

## Palmarès
- 2018
  - 2e du Giro del Nordest d'Italia
  - 3e du Gran Premio Sportivi di Sovilla
- 2019
  -  Champion d'Italie sur route espoirs
  - 2e du Trofeo Alcide Degasperi
  - 3e de Bassano-Monte Grappa
- 2021
  - 1re étape de la Ronde de l'Isard
  - 2e du championnat d'Italie du contre-la-montre espoirs
- 2022
  - 4e étape du Circuit des Ardennes international
  - 2e du Trofeo Piva
- 2025
  - 3e étape du Tour des Alpes
  - 7e du Tour de Pologne

## Résultats sur les grands tours

### Tour d'Italie
3 participations
- 2023 : 32e
- 2024 : 44e
- 2025 : 28e

### Tour d'Espagne
1 participation 
- 2024 : 53e

## Classements mondiaux
| Année                                 | 2019 | 2020  | 2021  | 2022 | 2023 | 2024 |
| ------------------------------------- | ---- | ----- | ----- | ---- | ---- | ---- |
| Classement mondial                    | 885e | 1668e | 1390e | 984e | 372e | 396e |
| UCI Europe Tour                       | 644e | 1240e | 989e  | 717e | nc   | nc   |
|                                       |      |       |       |      |      |      |
| Légende : nc = non classéSource : UCI |      |       |       |      |      |      |